# Picross DS
Picross DS es un videojuego de lógica para la consola Nintendo DS, desarrollado por Jupiter y distribuido por Nintendo. Es el segundo videojuego basado en nonogramas que publica Nintendo, después de Mario's Picross.

## El juego
Se basa en los puzles denominados como nonogramas o picross. Se trata de rellenar cuadros con las pistas dadas en las esquinas, formando un dibujo final.

### Modos de juego
Al jugar en el modo normal, la consola indica si ha habido algún fallo, restando minutos (el primer fallo resta dos minutos; el segundo, cuatro; de tres en adelante, ocho). Entre los normales encontramos nonogramas de 5x5, 10x10 y 15x15.
En el modo libre, la consola no marca el fallo. Si se yerra en un cuadrado, sigue el transcurso del juego, hasta que el jugador se dé cuenta de que las pistas y los números no encajan. Entonces, a menos que encuentre el fallo, tendrá que volver a empezar el puzle.
En el modo My Picross el jugador tiene la posibilidad de crear puzles o de descargar puzles mediante la Conexión Wi-Fi de Nintendo.
Hay también una serie de pruebas diarias, la mayoría de velocidad.